# Cotronei
Cotronei is een gemeente in de Italiaanse provincie Crotone (regio Calabrië) en telt 5525 inwoners (31-12-2004). De oppervlakte bedraagt 78,1 km², de bevolkingsdichtheid is 70,4 inwoners per km².
De volgende frazioni maken deel uit van de gemeente: Trepidò.

## Demografie
Cotronei telt ongeveer 1965 huishoudens. Het aantal inwoners steeg in de periode 1991-2001 met 3,2% volgens cijfers uit de tienjaarlijkse volkstellingen van ISTAT.
| Jaar | Inwoneraantal |
| ---- | ------------- |
| 1991 | 5331          |
| 2001 | 5500          |

## Geografie
Cotronei grenst aan de volgende gemeenten: Caccuri, Petilia Policastro, Roccabernarda, San Giovanni in Fiore (CS), Taverna (CZ).
Belvedere di Spinello · Caccuri · Carfizzi · Casabona · Castelsilano · Cerenzia · Cirò · Cirò Marina · Cotronei · Crotone · Crucoli · Cutro · Isola di Capo Rizzuto · Melissa · Mesoraca · Pallagorio · Petilia Policastro · Rocca di Neto · Roccabernarda · San Mauro Marchesato · San Nicola dell'Alto · Santa Severina · Savelli · Scandale · Strongoli · Umbriatico · Verzino
1. ↑  https://demo.istat.it/?l=it.